# Let Her Go
"Let Her Go" là một bài hát của nghệ sĩ thu âm người Anh quốc Passenger nằm trong album phòng thu thứ tư của anh, All the Little Lights (2012). Nó được phát hành như là đĩa đơn thứ hai trích từ album vào ngày 24 tháng 7 năm 2012 bởi Embassy of Music, Black Crow và Nettwerk, đồng thời là đĩa đơn đầu tiên trích từ album được phát hành rộng rãi trên toàn cầu. Bài hát được viết lời và sản xuất bởi Passenger dưới tên thật của anh Mike Rosenberg, bên cạnh sự tham gia đồng sản xuất từ Chris Vallejo, cộng tác viên quen thuộc xuyên suốt sự nghiệp của nam ca sĩ. Được lấy cảm hứng từ bài hát năm 2006 của Red Hot Chili Peppers "Slow Cheetah", "Let Her Go" là một bản folk rock ballad với nội dung lời bài hát rất thơ mộng và u uất, mang nội dung đề cập đến sự hối tiếc của một người đàn ông liên quan đến việc kết thúc một mối quan hệ, trong đó anh thể hiện thái độ hối hận và đau khổ sau khi không nhận ra giá trị của bạn gái và để cô ra đi.
Sau khi phát hành, "Let Her Go" nhận được những phản ứng tích cực từ các nhà phê bình âm nhạc, trong đó họ đánh giá cao giai điệu trong trẻo, chất giọng tâm trạng của Passenger cũng như quá trình sản xuất nó. Ngoài ra, bài hát còn gặt hái nhiều giải thưởng và đề cử tại những lễ trao giải lớn, bao gồm đề cử tại giải Brit năm 2014 cho Đĩa đơn Anh quốc của năm và tại giải thưởng âm nhạc Billboard năm 2014 cho Top Bài hát Rock. "Let Her Go" cũng tiếp nhận những thành công ngoài sức tưởng tượng về mặt thương mại với việc đứng đầu bảng xếp hạng ở hơn 16 quốc gia, bao gồm những thị trường lớn như Úc, Áo, Đan Mạch, Phần Lan, Đức, Ireland, Ý, New Zealand, Na Uy, Thụy Điển và Thụy Sĩ, đồng thời lọt vào top 10 ở hầu hết những quốc gia nó xuất hiện, bao gồm vươn đến top 5 ở Canada, Hà Lan, Tây Ban Nha và Vương quốc Anh. Tại Hoa Kỳ, nó đạt vị trí thứ năm trên bảng xếp hạng Billboard Hot 100, trở thành đĩa đơn đầu tiên của nam ca sĩ vươn đến top 5 tại đây.
Video ca nhạc cho "Let Her Go" được đồng đạo diễn bởi Dave Jensen và Tavic, trong đó bao gồm những cảnh Passenger hát với một ban nhạc trong một khán phòng, với một số khán giả xuất hiện dưới sân khấu. Để quảng bá bài hát, nhóm đã trình diễn nó trên nhiều chương trình truyền hình và lễ trao giải lớn, bao gồm Conan, The Queen Latifah Show, Today, The Tonight Show Starring Jimmy Fallon và The Tonight Show with Jay Leno, cũng như trong nhiều chuyến lưu diễn của anh. Được ghi nhận là bài hát trứ danh trong sự nghiệp của Passenger, "Let Her Go" đã được hát lại và sử dụng làm nhạc mẫu bởi nhiều nghệ sĩ, như Jasmine Thompson, Birdy, Taylor Henderson, Tyler Ward và Boyce Avenue, đồng thời xuất hiện trong nhiều tác phẩm điện ảnh và truyền hình, bao gồm Law & Order: Special Victims Unit, Stella và The Vampire Diaries. Tính đến nay, nó đã bán được hơn 10 triệu bản trên toàn cầu, trở thành một trong những đĩa đơn bán chạy nhất mọi thời đại.

## Danh sách bài hát
Tải kĩ thuật số
1. "Let Her Go" – 4:13
2. "Let Her Go" (bản acoustic) – 4:27
3. "Let Her Go" (trực tiếp) – 4:05

Đĩa CD
1. "Let Her Go" – 4:13
2. "Let Her Go" (bản acoustic) – 4:27

## Xếp hạng
| Bảng xếp hạng (2012-14)                    | Vị trí cao nhất |
| ------------------------------------------ | --------------- |
| Úc (ARIA)                                  | 1               |
| Áo (Ö3 Austria Top 40)                     | 1               |
| Bỉ (Ultratop 50 Flanders)                  | 1               |
| Bỉ (Ultratop 50 Wallonia)                  | 11              |
| Canada (Canadian Hot 100)                  | 5               |
| Cộng hòa Séc (Rádio Top 100)               | 1               |
| Đan Mạch (Tracklisten)                     | 1               |
| Châu Âu Digital Song Sales (Billboard)     | 2               |
| Phần Lan (Suomen virallinen lista)         | 1               |
| Pháp (SNEP)                                | 6               |
| Đức (Official German Charts)               | 1               |
| Hy Lạp Nhạc số (Billboard)                 | 1               |
| Hungary (Single Top 40)                    | 18              |
| Ireland (IRMA)                             | 1               |
| Israel (Media Forest)                      | 2               |
| Ý (FIMI)                                   | 1               |
| Luxembourg Nhạc số (Billboard)             | 1               |
| Mexico Ingles Phát thanh (Billboard)       | 1               |
| Hà Lan (Dutch Top 40)                      | 2               |
| Hà Lan (Single Top 100)                    | 2               |
| New Zealand (Recorded Music NZ)            | 1               |
| Na Uy (VG-lista)                           | 1               |
| Ba Lan (Polish Airplay Top 100)            | 4               |
| Bồ Đào Nha Nhạc số (Billboard)             | 4               |
| Romania (Romania Radio Airplay)            | 1               |
| Scotland (OCC)                             | 2               |
| Slovakia (Rádio Top 100)                   | 2               |
| Slovenia (SloTop50)                        | 5               |
| Nam Phi (EMA)                              | 5               |
| Tây Ban Nha (PROMUSICAE)                   | 3               |
| Thụy Điển (Sverigetopplistan)              | 1               |
| Thụy Sĩ (Schweizer Hitparade)              | 1               |
| Anh Quốc (OCC)                             | 2               |
| Anh Quốc Indie (OCC)                       | 1               |
| Hoa Kỳ Billboard Hot 100                   | 5               |
| Hoa Kỳ Adult Alternative Songs (Billboard) | 1               |
| Hoa Kỳ Adult Contemporary (Billboard)      | 1               |
| Hoa Kỳ Adult Pop Airplay (Billboard)       | 1               |
| Hoa Kỳ Hot Rock Songs (Billboard)          | 1               |
| Hoa Kỳ Pop Airplay (Billboard)             | 8               |
| Venezuela Pop Rock General (Record Report) | 1               |

| Bảng xếp hạng (2012)                   | Vị trí |
| -------------------------------------- | ------ |
| Netherlands (Dutch Top 40)             | 57     |
| Netherlands (Single Top 100)           | 16     |
| Bảng xếp hạng (2013)                   | Vị trí |
| Australia (ARIA)                       | 3      |
| Austria (Ö3 Austria Top 40)            | 4      |
| Belgium (Ultratop 50 Flanders)         | 12     |
| Belgium (Ultratop 50 Wallonia)         | 25     |
| Canada (Canadian Hot 100)              | 61     |
| Denmark (Tracklisten)                  | 2      |
| Finland (Suomen virallinen lista)      | 6      |
| France (SNEP)                          | 22     |
| Germany (Official German Charts)       | 5      |
| Ireland (IRMA)                         | 2      |
| Israel (Media Forest)                  | 9      |
| Italy (FIMI)                           | 20     |
| Netherlands (Dutch Top 40)             | 30     |
| Netherlands (Single Top 100)           | 23     |
| New Zealand (Recorded Music NZ)        | 6      |
| Slovenia (SloTop50)                    | 6      |
| Spain (PROMUSICAE)                     | 6      |
| Sweden (Sverigetopplistan)             | 2      |
| Switzerland (Schweizer Hitparade)      | 4      |
| UK Singles (Official Charts Company)   | 4      |
| US Billboard Hot 100                   | 97     |
| US Adult Alternative Songs (Billboard) | 47     |
| US Adult Top 40 (Billboard)            | 32     |
| US Hot Rock Songs (Billboard)          | 16     |
| Bảng xếp hạng (2014)                   | Vị trí |
| Belgium (Ultratop 50 Wallonia)         | 88     |
| Canada (Canadian Hot 100)              | 20     |
| Israel (Media Forest)                  | 7      |
| Italy (FIMI)                           | 8      |
| Netherlands (Single Top 100)           | 58     |
| Slovenia (SloTop50)                    | 38     |
| Spain (PROMUSICAE)                     | 35     |
| Sweden (Sverigetopplistan)             | 55     |
| Switzerland (Schweizer Hitparade)      | 52     |
| US Billboard Hot 100                   | 19     |
| US Adult Alternative Songs (Billboard) | 20     |
| US Adult Contemporary (Billboard)      | 5      |
| US Adult Top 40 (Billboard)            | 15     |
| US Hot Rock Songs (Billboard)          | 4      |
| US Pop Songs (Billboard)               | 37     |

| Bảng xếp hạng                        | Vị trí |
| ------------------------------------ | ------ |
| UK Singles (Official Charts Company) | 37     |
| US Adult Top 40 (Billboard)          | 48     |

## Chứng nhận
| Quốc gia | Chứng nhận   | Số đơn vị/doanh số chứng nhận |
| --- | ------------ | ----------------------------- |
| Úc (ARIA) | 7× Bạch kim  | 490.000^                      |
| Áo (IFPI Áo) | Bạch kim     | 30.000*                       |
| Bỉ (BEA) | 2× Bạch kim  | 40.000‡                       |
| Canada (Music Canada) | 10× Bạch kim | 800.000*                      |
| Đan Mạch (IFPI Đan Mạch) | Bạch kim     | 30.000^                       |
| Phần Lan (Musiikkituottajat) | Vàng         | 33,477                        |
| Pháp (SNEP) | Vàng         | 75.000*                       |
| Đức (BVMI) | Bạch kim     | 500.000^                      |
| Ý (FIMI) | 6× Bạch kim  | 180.000*                      |
| Hà Lan (NVPI) | Bạch kim     | 20.000^                       |
| New Zealand (RMNZ) | 2× Bạch kim  | 30.000*                       |
| Na Uy (IFPI) | 2× Bạch kim  | 20.000*                       |
| Tây Ban Nha (PROMUSICAE) | Vàng         | 20.000*                       |
| Thụy Điển (GLF) | 5× Bạch kim  | 100.000‡                      |
| Thụy Sĩ (IFPI) | 3× Bạch kim  | 90.000^                       |
| Anh Quốc (BPI) | 3× Bạch kim  | 1.800.000‡                    |
| Hoa Kỳ (RIAA) | 6× Bạch kim  | 4,251,000                     |
| Venezuela (APFV) | Bạch kim     | 10.000^                       |
| Streaming |              |                               |
| Đan Mạch (IFPI Đan Mạch) | 6× Bạch kim  | 10.800.000^                   |
| Tây Ban Nha (PROMUSICAE) | 2× Bạch kim  | 20.000.000‡                   |
| * Chứng nhận dựa theo doanh số tiêu thụ. ^ Chứng nhận dựa theo doanh số nhập hàng. ‡ Chứng nhận dựa theo doanh số tiêu thụ và phát trực tuyến. |              |                               |